# Сан Ђовани ди Дуино
Сан Ђовани ди Дуино је насеље у Италији у округу Трст, региону Фурланија-Јулијска крајина.
Према процени из 2011. у насељу је живело 141 становника. Насеље се налази на надморској висини од 3 м.